# 大唇波魚
大唇波魚（学名：Rasbora labiosa）為輻鰭魚綱鯉形目鯉科波魚屬的一個種，該物種主要分布於亞洲印度，體長可達8.5公分，棲息在中底層水域，可做為觀賞魚。